# Karolína Kurková
Karolína Isela Kurková (sinh 28 tháng 2 năm 1984) là một người mẫu thời trang người Séc, được biết đến như là cựu người mẫu của Victoria's Secret và một tham vọng trở thành diễn viên. Mario Testino nói về Kurková, "The proportions of her body and her face, as well as her energy level, make her a model who could fit almost into any moment." (Tỷ lệ cơ thể và khuôn mặt của cô ấy, cũng như năng lượng tràn trề của cô ấy, khiến cô ấy trở thành một người mẫu phù hợp bất cứ lúc nào) Vogue biên tập Anna Wintour gọi cô là siêu mẫu tiếp theo".